# Пауль Крістоф Геннінгс
Пауль Крістоф Геннінгс (нім. Paul Christoph Hennings; 1841–1908) — німецький міколог та ботанік.

## Біографія
Пауль Геннінгс народився 27 листопада 1841 року у місті Гайде. Навчався у гімназії в Мільдорфі, потім вступив до Кільського університету. Згодом Геннінгс став асистентом директора Ернста Фердинанда Нольте у Кільському ботанічному саду при університеті. У 1864 році через Данську війну Пауль був змушений покинути Університет і працювати на пошті в Августенбурзі. Потім Геннінгс декілька разів міняв місце проживання та зупинився в Гоенвештедті, де викладав у сільськогосподарському училищі. У 1874 році Август Вільгельм Ейхлер, директор Кільського ботанічного саду, запросив Геннінгса на посаду асистента. У 1876 році Пауль Геннінгс одружився з Матильдою, у них було двоє дітей. У 1879 році Ейхлер був викликаний у Берлінський ботанічний сад, наступного року до нього приєднався Геннінгс. У 1890 році Пауль був призначений асистентом зберігача, а у 1891 — хранителем гербарію Берлінського ботанічного саду. З 1894 року Пауль Геннінгс був одним з редакторів ботанічного журналу Hedwigia, а у 1901 роцістав головним редактором. У 1902 році він став почесним професором. У 1907 році помер один із синів Геннінгса. Пауль Геннінгс помер 14 жовтня 1908 року у Берліні.

## Окремі науові роботи
- Botanische Wanderungen durch die Umgebung Kiels (1879)
- Standorts-Verzeichniss der Gefässpflanzen in der Umgebung Kiels (1883)

## Роди грибів, названі на честь П. Геннінгса
- Henningsia Möller, 1895
- Henningsiella Rehm, 1895
- Henningsina Möller, 1901 [syn.  Phylacia Lév., 1845]
- Henningsomyces Kuntze, 1898
- Henningsomyces Sacc. & D.Sacc., 1905, nom. illeg. [syn.  Dysrhynchis Clem., 1909]
- Neohenningsia Koord., 1907 [syn.  Hydropisphaera Dumort., 1822]